# (36741) 2000 RL62
2000 RL62 (asteroide 36741) é um asteroide da cintura principal. Possui uma excentricidade de 0.15319240 e uma inclinação de 24.33570º.
Este asteroide foi descoberto no dia 1 de setembro de 2000 por LINEAR em Socorro.